# Sedum copalense
Sedum copalense là một loài thực vật có hoa trong họ Crassulaceae. Loài này được Kimnach miêu tả khoa học đầu tiên năm 1996.